# Ordre des Arts et des Lettres

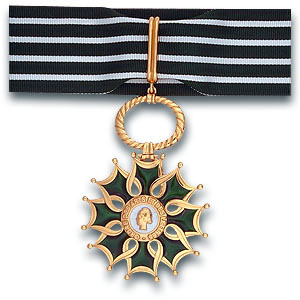
Commandeur des Arts et Lettres

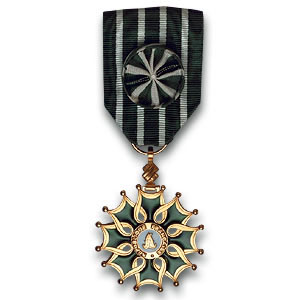
Officier des Arts et Lettres

Der Ordre des Arts et des Lettres (deutsch Orden der Künste und der Literatur) ist ein französischer Orden, der am 2. Mai 1957 gestiftet wurde und vom französischen Kulturministerium verwaltet wird. Der Orden wird verliehen an „Personen, die sich durch ihr Schaffen im künstlerischen oder literarischen Bereich oder durch ihren Beitrag zur Ausstrahlung der Künste und der Literatur in Frankreich und in der Welt ausgezeichnet haben“.
Bei der Vereinigung der meisten ministeriellen zum Ordre national du Mérite durch Staatspräsident de Gaulle 1963 wurde dieser Orden beibehalten. Der Ordensrat des Ordre des Arts et des Lettres umfasst 12 Mitglieder von Rechts wegen („insbesondere die Direktoren der Verwaltung des Kulturministeriums, der Nationalarchive, … und der Museen Frankreichs“) sowie 13 Mitglieder, die vom Kulturminister ernannt werden.
Der Orden sieht sich in der Tradition des Michaelsordens des Königreichs.

## Klassen
Der Orden ist in drei Klassen unterteilt:
- Commandeur: Für Personen, die seit mindestens fünf Jahren Officier sind; 50 mögliche Verleihungen pro Jahr
- Officier: Für Personen, die seit mindestens fünf Jahren Chevalier sind; 140 mögliche Verleihungen pro Jahr
- Chevalier: Für Personen über 30 Jahre; 450 mögliche Verleihungen pro Jahr

## Ordensdekoration
Das Ordenszeichen ist ein grün emailliertes doppeltes Kreuz mit acht Armen, das für die Chevalier mit einer silbernen, für die Officiers mit einer silbergoldenen und für die Commandeurs mit einer goldenen Arabeske versehen ist. Auch ist das Abzeichen der Commandeurs etwas größer als die übrigen. In der Mitte ist für alle Stufen ein Monogramm aus den Buchstaben L und A angebracht. 
Die Dekoration als solches wird bei der Aufnahme in den Orden nicht automatisch ausgegeben, vielmehr können die Geehrten sich diese für 350 Euro (Preis von 2025) bei der staatlichen französischen Münzprägeanstalt Monnaie de Paris oder einigen autorisierten privaten Anbietern kaufen.

## Trageweise
Commandeurs tragen die Auszeichnung am Hals, Officiers und Chevaliers am Band auf der linken Brustseite. Auf dem Offiziersband ist zusätzlich eine Rosette angebracht.
Das Ordensband ist 37 mm breit und zusammengesetzt aus fünf 5,5 mm breiten dunkelgrünen Bändern, die durch vier senkrechte, 2,4 mm breite, weiße Linien getrennt sind.